# Télésiège de l'Arpette
Le télésiège de l'Arpette ou télésiège des Arpettes est une remontée mécanique de la station de sports d'hiver française La Plagne. Remontée structurante de la station, il s'impose comme l'un des deux télésièges les plus performants au monde avec celui qui lui fait face, le télésiège débrayable 8 places des Colosses. Avec un débit de 4 400 skieurs par heure, il est en mesure d'effectuer les tâches qui lui sont confiées, à savoir assurer la liaison depuis les stations de la Plagne (stations des secteurs de Plagne Centre, Plagne Aime 2000, Plagne Bellecôte, Plagne Montalbert et Champagny-en-Vanoise) vers le secteur de Montchavin-les-Côches, mais également assurer l'accès aux téléphériques du Vanoise-Express qui permet de relier la Grande Plagne aux Arcs et à Peisey-Vallandry depuis 2003.

## Histoire
Construit en remplacement du télésiège 4 places débrayable de l'Arpette (1986), qui remplaçait lui-même le télésiège 2 places à pinces fixes du même nom (1973).
À la construction de la station de Plagne-Bellecôte en 1970, la station de Montchavin n'existait pas encore. Elle sortit de terre en 1972 et fut alors dotée du télésiège fixe 2 places du Sauget construit par Poma. En 1973, la SAP (Société d'Aménagement de la Plagne) entreprit la construction du télésiège également 2 places fixes de l'Arpette, également un Poma, qui prit un tracé identique à ses successeurs. Sa popularité grandissante, il se retrouva très vite saturé. Son faible débit (1200 p/h) et sa lenteur (temps de montée de plus de 12 min) eurent raison de lui seulement 13 ans après sa construction.
Le télésiège débrayable 4 places de l'Arpette, de manufacture Poma, fut en 1986 le premier télésiège débrayable de la Plagne. D'un débit de 2900 p/h et d'un vitesse de 5 m/s au lieu de 2,5 m/s, il divisait par 2 le temps de montée (passant à 6 min) et améliorait considérablement la liaison vers Montchavin et les Côches. Il fut plébiscité par la clientèle. Cependant, la fréquentation de la Plagne se faisant de plus en plus importante (la Plagne possédant la plus grosse capacité d'hébergement au monde avec plus de 55000 lits) et la construction du Vanoise Express faisant de l'Arpette un point de passage obligé pour la liaison avec Paradiski, il fut décidé de remplacer ce télésiège par un appareil bien plus performant, le télésiège 8 places que l'on connaît aujourd'hui.

## Caractéristiques
Le télésiège est le premier télésiège 8 places de France construit par Leitner, même groupe que Poma. Les travaux eurent lieu à l'été 2005 et l'appareil fut près pour le lancement de la saison 2005-2006. Il introduit plusieurs nouveautés à la Plagne, parmi lesquelles :
- le tapis de positionnement, qui permet aux skieurs un embarquement confortable,
- le contour tronqué, qui permet d'améliorer le débit en pratique,
- les dossiers avec repose-tête qui permettent d'améliorer sensiblement le confort,
- l'exploitation à 5,5 m/s, qui permet de réduire le temps de trajet.

Le télésiège présente d'autres particularités, comme sa double motorisation (en amont, 2x 550 kW soit 1100 kW) ou le fait qu'il soit le premier au monde équipé des nouveaux sièges LPA 8 places de Poma, devenus les sièges communs à Poma et Leitner et l'un des premiers équipés de la pince LPA (Multigrip) issue de la collaboration entre les 2 constructeurs susnommés et toujours utilisée aujourd'hui pour les nouvelles remontées du groupe.

## Sources
- TSD8 de l'Arpette sur remontees-mecaniques.net
- TSD8 de l'Arpette sur perso-la-plagne.fr
- Site internet de la Plagne
- « Carte IGN classique » sur Géoportail.
- « OSM » sur Géoportail.